# Episodi di Indirizzo permanente (quinta stagione)
La quinta stagione della serie televisiva Indirizzo permanente è andata in onda negli Stati Uniti dal 12 ottobre 1962 al 14 giugno 1963 sulla ABC.
| nº | Titolo originale             | Prima TV USA     | Titolo italiano | Prima TV Italia |
| -- | ---------------------------- | ---------------- | --------------- | --------------- |
| 1  | The Reluctant Spy            | 12 ottobre 1962  |                 |                 |
| 2  | Leap, My Lovely              | 19 ottobre 1962  |                 |                 |
| 3  | Terror in a Small Town       | 26 ottobre 1962  |                 |                 |
| 4  | The Raiders                  | 2 novembre 1962  |                 |                 |
| 5  | The Floating Man             | 9 novembre 1962  |                 |                 |
| 6  | The Catspaw Caper            | 16 novembre 1962 |                 |                 |
| 7  | Wolf, Cried the Blonde       | 23 novembre 1962 |                 |                 |
| 8  | The Dark Wood                | 30 novembre 1962 |                 |                 |
| 9  | Shadow on Your Shoulder      | 7 dicembre 1962  |                 |                 |
| 10 | Adventure in San Dede        | 14 dicembre 1962 |                 |                 |
| 11 | The Odds on Odette           | 21 dicembre 1962 |                 |                 |
| 12 | The Snow Job Caper           | 28 dicembre 1962 |                 |                 |
| 13 | Falling Stars                | 4 gennaio 1963   |                 |                 |
| 14 | Tarnished Idol               | 11 gennaio 1963  |                 |                 |
| 15 | Scream Softly, Dear          | 18 gennaio 1963  |                 |                 |
| 16 | Terror in Silence            | 25 gennaio 1963  |                 |                 |
| 17 | Crashout                     | 1º febbraio 1963 |                 |                 |
| 18 | The Night Was Six Years Long | 8 febbraio 1963  |                 |                 |
| 19 | Six Feet Under               | 15 febbraio 1963 |                 |                 |
| 20 | Escape to Freedom            | 22 febbraio 1963 |                 |                 |
| 21 | Dial 'S' for Spencer         | 1º marzo 1963    |                 |                 |
| 22 | Nine to Five                 | 8 marzo 1963     |                 |                 |
| 23 | Stranger from the Sea        | 15 marzo 1963    |                 |                 |
| 24 | The Man Who Wasn't There     | 22 marzo 1963    |                 |                 |
| 25 | Flight 307                   | 29 marzo 1963    |                 |                 |
| 26 | Target Island                | 5 aprile 1963    |                 |                 |
| 27 | Reunion at Balboa            | 12 aprile 1963   |                 |                 |
| 28 | Walk Among Tigers            | 19 aprile 1963   |                 |                 |
| 29 | The Left Field Caper         | 26 aprile 1963   |                 |                 |
| 30 | The Heartbeat Caper          | 3 maggio 1963    |                 |                 |
| 31 | To Catch a Mink              | 10 maggio 1963   |                 |                 |
| 32 | Lady in the Sun              | 17 maggio 1963   |                 |                 |
| 33 | Our Man in Switzerland       | 24 maggio 1963   |                 |                 |
| 34 | Your Fortune for a Penny     | 31 maggio 1963   |                 |                 |
| 35 | The Checkmate Caper          | 7 giugno 1963    |                 |                 |
| 36 | Never to Have Loved          | 14 giugno 1963   |                 |                 |

## The Reluctant Spy
- Prima televisiva: 12 ottobre 1962

### Trama
- Guest star: Jay Novello (Rudolf Weisner), Christopher Dark (Sasha Baranov), Fred Essler (Max - Bookman), Rick Traeger (ispettore Imhoffer), Randy Stuart (Lucy Norton), Walter Reed (Scott Norton), Chana Eden (Fereka Andrassy), Simon Scott (Hank Rush), Oscar Beregi Jr. (Valentin Yozinsky), Gregory Gaye (State Minister)

## Leap, My Lovely
- Prima televisiva: 19 ottobre 1962

### Trama
- Guest star: John Dehner (se stesso), Robert Ellenstein (Ferini), Neil Hamilton (John Harrington), Diane McBain (Nita Maran)

## Terror in a Small Town
- Prima televisiva: 26 ottobre 1962

### Trama
- Guest star: Mikki Jamison (Lindy), Kevin Hagen (Henry Foster), Warren Oates (Orville), Don Kelly (sceriffo Farber), Kathy Bennett (Carter's Girl), Frank Ferguson (Ben Carter), Martin West (Bevens)

## The Raiders
- Prima televisiva: 2 novembre 1962

### Trama
- Guest star: John Archer (Thayer), Frances Helm (Janet Lovell), Henry Hunter (dottor Austin), Kem Dibbs (sergente Mays), Virginia Gregg (Fran Duncan), Jacques Aubuchon (Dutch Howard), Kathie Browne (Stacey Duncan), Lee Bowman (Bert Lovell)

## The Floating Man
- Prima televisiva: 9 novembre 1962

### Trama
- Guest star: Henry Daniell (Gideon Harte), Coleen Gray (Justine Mellon), Edmon Ryan (giudice Mellon), Penny Santon (Mrs. Elster)

## The Catspaw Caper
- Prima televisiva: 16 novembre 1962

### Trama
- Guest star: Theodore Marcuse (Hugo Dobsa), Fred Essler (Papa E), Valerie Varda (Anna Kalmar), Charles H. Radilak (Karl Hartmann), Iphigenie Castiglioni (Maria Kalmer), John Daheim (Blake), David White (Peter Lorch)

## Wolf, Cried the Blonde
- Prima televisiva: 23 novembre 1962

### Trama
- Guest star: Peter Breck (Claude 'Opie' Price), Peter Brown (Trace Morgan), Arch Johnson (Warren Bodger), Jo Morrow (Dagne Stuart)

## The Dark Wood
- Prima televisiva: 30 novembre 1962

### Trama
- Guest star: Dennis James (Sam Mason), Susan Gordon (Netsie Phelps), House Peters Jr. (sceriffo Goodson), Douglas Lambert (Tuffy Miles), Benny Baker (Fred Webber), Diane Brewster (Willa Phelps), Claire Carleton (Alma Miles), Walter Sande (Ben Miles)

## Shadow on Your Shoulder
- Prima televisiva: 7 dicembre 1962

### Trama
- Guest star: Cloris Leachman (Eve Winters), Robert Conrad (Tom Lopaka), Sherwood Price (Jonny Malaris), Dayton Lummis (Guy Winters), Paul Bryar (ispettore LaPorte), Grant Williams (Greg MacKenzie)

## Adventure in San Dede
- Prima televisiva: 14 dicembre 1962

### Trama
- Guest star: Joe De Santis (Hidalgo), Oscar Beregi Jr. (Chavez), Rodolfo Hoyos Jr. (Villeda), Don Diamond (Crus), Mario Alcalde (Barbosa), Eve Marlowe (Omoa)

## The Odds on Odette
- Prima televisiva: 21 dicembre 1962

### Trama
- Guest star: Douglass Dumbrille (Phillipson), Kathy Bennett, Henry Daniell (Silas Hay), Elizabeth Harrower (Olive Goodrich), Eddie Fontaine (Andy Lamont), Merry Anders (Mary O'Neil), James Millhollin (Bayard Parmentor)

## The Snow Job Caper
- Prima televisiva: 28 dicembre 1962

### Trama
- Guest star: Rusty Lane, Ruta Lee (Katie Moran), Kathy Bennett (Blonde), Adam Williams (Chuck Lynch), Fabrizio Mioni (Tony Dante), Bill Williams (Steve Moran)

## Falling Stars
- Prima televisiva: 4 gennaio 1963

### Trama
- Guest star: Grace Lee Whitney (Binnie Clark), Paul Winchell (Skeets Riley), Francine York (Malba Marshall)

## Tarnished Idol
- Prima televisiva: 11 gennaio 1963

### Trama
- Guest star: Alan Hale Jr. (Baxter), Edgar Barrier (Mr. Holger), Charles Lane (Henry Distal), Dara Howard (Marlene Saunders), Van Williams (Wade Saunders)

## Scream Softly, Dear
- Prima televisiva: 18 gennaio 1963

### Trama
- Guest star: Rhodes Reason (Hank Stone), Joan Taylor (Beth Collins), Julie Van Zandt (Monica Travis), Peter Marshall (Charles Bell), Elinor Donahue (Laura Holt), Simon Scott (Warren Collins), Brad Johnson (Lee Travis)

## Terror in Silence
- Prima televisiva: 25 gennaio 1963

### Trama
- Guest star: Andrea King (Claudine), Walter Burke (Joe Dolan), James Seay (detective Crowley), Strother Martin (Charles Sloane), Anne Whitfield (Lillis Todd)

## Crashout
- Prima televisiva: 1º febbraio 1963

### Trama
- Guest star: Don Kelly (Arnie Martin), Allyson Ames (Cindy), Nancy Rennick (Jan Martin), Michael Parks (Eddie Marco), Frank Wilcox (Walker)

## The Night Was Six Years Long
- Prima televisiva: 8 febbraio 1963

### Trama
- Guest star: Sally Hughes (Alice Borel), Myrna Fahey (Janie Maynor Benton), George N. Neise (Walter David), George Kennedy (Armstrong), Philip Carey (Chris Benton), Mickey Simpson (Wally)

## Six Feet Under
- Prima televisiva: 15 febbraio 1963

### Trama
- Guest star: Karen Sharpe (Nancy), Malachi Throne (Marco Deederman), H. M. Wynant (Maury Perly)

## Escape to Freedom
- Prima televisiva: 22 febbraio 1963

### Trama
- Guest star: Erika Peters (Else), Nora Marlowe (Radella), Konstantin Shayne (Hans), Norbert Schiller (Dieter), Martin Brandt (Otto), Charles DeVries (Rolf), Werner Klemperer (Schtiekel), Ursula Thiess (dottor Marie Harben)

## Dial 'S' for Spencer
- Prima televisiva: 1º marzo 1963

### Trama
- Guest star: Dub Taylor (Dave), Tim Graham (Archie), Ian Wolfe (Brother Peter), Brad Weston (Packy), Ellen Burstyn (Sandra Keene), Tom Drake (Michael Keene), Monique LeMaire (Lacy)

## Nine to Five
- Prima televisiva: 8 marzo 1963

### Trama
- Guest star: Jay Adler (Dave Levenson), Ralph Manza (Patsy Coniglio), Greg Benedict (Mover), Oscar Beregi Jr. (fotografo), Karl Held (Gordon Vancott), Maggie Pierce (Jeri McLeod), Alan Hewitt (Frank King), Lennie Weinrib (Joe), Bill Quinn (Herb Bowerman), Bill Zuckert (sergente Keough), Diane McBain (Lu-Ann Lynwood)

## Stranger from the Sea
- Prima televisiva: 15 marzo 1963

### Trama
- Guest star: Mako (Iko Nakayama), Caroline Kido (Sandy Takahashi), Beulah Quo (Mrs. Nakayama), Joseph Mell (Neville Jennings), Robert J. Wilke (Vern Reece), Steve Brodie (Anson Reece), Victor French (Deputy Collins)

## The Man Who Wasn't There
- Prima televisiva: 22 marzo 1963

### Trama
- Guest star: Don Dubbins (Pete Rix), Forrest Compton (Harry Tiburon), Grace Raynor (Nona Rix), Byron Kane (dottor Woodrow), Hardie Albright (Lawrence Tiburon), John A. Alonzo (Carlos Echaverria), Richard Shannon (maggiore Storm)

## Flight 307
- Prima televisiva: 29 marzo 1963

### Trama
- Guest star: William Phipps ('Banks' Miller), Dan Tobin (Paul DeWitt), Tommy Farrell (Lindstrom), Lewis Charles (Willie Malach), Gena Rowlands (Barbara Adams), Jack Warden (Max Eames), Philip Carey (Charles 'Brick' Garrett), Tony Young (Larry Knight), Bill Williams (Henry Cook), Mark Dempsey ('Tuck' Turner), Russ Conway (Dutch Schroeder), Madlyn Rhue (Mrs. Knight)

## Target Island
- Prima televisiva: 5 aprile 1963

### Trama
- Guest star: Pamela Duncan (Marie), Howard Caine (Mister Smith), Gordon Wescourt (Barney Gaylor), Mercedes Shirley (Queenie Magee), Joseph Gallison (Dwight Sturgess), Jenny Maxwell (Taffy Gaylor), Pat Woodell (Polly)

## Reunion at Balboa
- Prima televisiva: 12 aprile 1963

### Trama
- Guest star: Rachel Ames (Agnes), Arthur Franz (tenente Rudy), David Carlile (ufficiale), Susan Hart (cameriera), John Dehner (Robert T. McGill), Pamela Austin (Marilyn Sterling), Anthony D. Call (Toby McGill), Mikki Jamison (Bea Fredricks), Hampton Fancher (Len Naar), Larry Merrill (Surfer)

## Walk Among Tigers
- Prima televisiva: 19 aprile 1963

### Trama
- Guest star: Allan Jones (Endicott Fellows), Earl Hammond (Conley), Warren Stevens (Smits), Ann Robinson (Manager), Kaye Elhardt (Martha Emerson), William Woodson (J.M. Dorman)

## The Left Field Caper
- Prima televisiva: 26 aprile 1963

### Trama
- Guest star: Aaron Saxon (George), Vic Perrin (Marty), Gordon Jones (Copeland), Grace Lee Whitney (Flame), Ronnie Dapo (Danny Saunders), Diane Ladd (Helen Saunders), Ed Nelson (Dave Murcott), E.J. André (Jenkins), Kathleen Freeman (Mrs. Holmes), Bo Belinsky (se stesso)

## The Heartbeat Caper
- Prima televisiva: 3 maggio 1963

### Trama
- Guest star: Cheryl Holdridge (Joan Farley), Alan Reed Jr. (Bert Blakeley), Lane Chandler (sceriffo Marberry), Sandy McPeak (George Remsen), Andrew Duggan (Charles B. Alderson), Mark Dempsey (Ralph Ames), Judith Rawlins (Alma Bogart), Carl Reindel (Paul Atwell), Barrie Howard (Co-Ed)

## To Catch a Mink
- Prima televisiva: 10 maggio 1963

### Trama
- Guest star: Linda Marshall (Jacqueline Duncan), Mike Henry (sergente Johnny Rossi), Gregg Palmer (Gruniger), Frankie Ortega (se stesso), Robert Anderson (Jones), Robert Armstrong (Pop Bateman), Susan Brown (Judy Rossi), Edward Colmans (Doc Saticoy), Dianne Foster (Connie Beck), Ron Hagerthy (Percy), Barry Russo (Jenner)

## Lady in the Sun
- Prima televisiva: 17 maggio 1963

### Trama
- Guest star: Fred Beir (Joe Carden), Yvonne Craig (Willie Miller), Douglas Dick (Ron Peterson), Karen Sharpe (Paula)

## Our Man in Switzerland
- Prima televisiva: 24 maggio 1963

### Trama
- Guest star: Kurt Kreuger (Paul Van Dehn), Marcel Hillaire (Andre Dufy), Maria Machado (Adrianne Monet), Miguel Ángel Landa (Vito Orsini), Andy Caillou (Tony Dawson), Albert Paulsen (Rudolph Gerhardt)

## Your Fortune for a Penny
- Prima televisiva: 31 maggio 1963

### Trama
- Guest star: Dub Taylor (Tourist), Olan Soule (Station Agent), Joseph Waring (sergente Loomis), Robert Vaughn (Douglas Milinder), George Murdock (Frank Syden), Susan Oliver (Kristine Seaver), Bill Quinn (Eugene Seaver), Ben White (Immigration Officer)

## The Checkmate Caper
- Prima televisiva: 7 giugno 1963

### Trama
- Guest star: Kathryn Givney (nonna Carmichael), Robert Cornthwaite (Marvin Carmichael), Barbara Wilkin (ragazza), Nancy Kulp (Eloise), Stephen Chase (Rodney Hamilton), William Windom (Cuthbert Carmichael)

## Never to Have Loved
- Prima televisiva: 14 giugno 1963

### Trama
- Guest star: Albert Paulsen (Toller Vengrin), Robert Knapp (Director), Patricia Rainier (Margrit Storm), Barney Phillips (Wilkens), Philip Abbott (Tom Carlyle), Virginia Christine (Greta Haggman), Booth Colman (giudice Taylor), Jerome Cowan (Stan Regal), Stacy Harris (Ralph Durbin), Bill Zuckert (sergente Steve Ripley)